# Энгельберт IV (Зигхардинги)
Энгельберт IV (нем. Engelbert IV.; ок. 990 — 15 марта 1040) — граф в Норитале и Пустертале, фогт Бриксена из рода Зигхардингов.

## Биография

### Правление
Сын Энгельберта III, графа в Химгау.
Упоминается в качестве графа в Норитале в документе от 19 апреля 1028 года. Возможно, получил это графство от брата, епископа бриксенского Хартвига I, которому его в 1027 году отдал император Конрад II с целью обезопасить проходящие через него альпийские дороги.
Вероятно, таким же путём Энгельберт IV стал графом в Пустертале.
С 1035 года — домфогт Зальцбурга.
Энгельберт IV умер 15 марта 1040 года. Его графство в Норитале вернулось к бриксенским епископам, домфогство в Зальцбурге он завещал племяннику — Энгельберту V, графу в Химгау. Владения в Пустертале, Лаванттале и Верхней Баварии унаследовала дочь Рихгарда, вышедшая замуж за маркграфа Венгерской марки Зигфрида I из рода Шпонгеймов.

### Семья
Жена — Лиутгарда, возможно — дочь Вериганда, графа Истрии и Фриуля. Дети:
- Рихгарда фон Лавантталь (ок.1030-1072), муж — Зигфрид I фон Шпонгейм
- Виллипурга (ум. ок. 1060), муж — Арибо II, пфальцграф Баварии
- Лиутгарда.

Возможно, потомками Энгельберта IV были:
- Энгельберт VI (ум. ок. 1090), граф в Пустертале
- Мегинхард (ум. ок. 1090), граф в Пустертале.